# Sury-ès-Bois
Sury-ès-Bois és un municipi francès, situat al departament de Cher i a la regió de Centre – Vall del Loira. L'any 2007 tenia 293 habitants.

## Demografia

### Població
El 2007 la població de fet de Sury-ès-Bois era de 293 persones. Hi havia 132 famílies, de les quals 52 eren unipersonals (12 homes vivint sols i 40 dones vivint soles), 36 parelles sense fills, 28 parelles amb fills i 16 famílies monoparentals amb fills.
La població ha evolucionat segons el següent gràfic:
Habitants censats

### Habitatges
El 2007 hi havia 270 habitatges, 142 eren l'habitatge principal de la família, 92 eren segones residències i 36 estaven desocupats. 247 eren cases i 13 eren apartaments. Dels 142 habitatges principals, 116 estaven ocupats pels seus propietaris, 22 estaven llogats i ocupats pels llogaters i 4 estaven cedits a títol gratuït; 1 tenia una cambra, 25 en tenien dues, 32 en tenien tres, 36 en tenien quatre i 48 en tenien cinc o més. 87 habitatges disposaven pel capbaix d'una plaça de pàrquing. A 81 habitatges hi havia un automòbil i a 37 n'hi havia dos o més.

### Piràmide de població
La piràmide de població per edats i sexe el 2009 era:
| Homes | Edats   | Dones |
| ----- | ------- | ----- |
| 0     | 95 o +  | 0     |
| 0     | 90 a 94 | 0     |
| 0     | 85 a 89 | 16    |
| 4     | 80 a 84 | 4     |
| 12    | 75 a 79 | 0     |
| 16    | 70 a 74 | 20    |
| 4     | 65 a 69 | 16    |
| 16    | 60 a 64 | 12    |
| 4     | 55 a 59 | 8     |
| 8     | 50 a 54 | 4     |
| 32    | 45 a 49 | 16    |
| 12    | 40 a 44 | 4     |
| 4     | 35 a 39 | 12    |
| 8     | 30 a 34 | 4     |
| 16    | 25 a 29 | 8     |
| 4     | 20 a 24 | 8     |
| 4     | 15 a 19 | 12    |
| 8     | 10 a 14 | 4     |
| 12    | 5 a 9   | 0     |
| 0     | 0 a 4   | 0     |

## Economia
El 2007 la població en edat de treballar era de 177 persones, 118 eren actives i 59 eren inactives. De les 118 persones actives 107 estaven ocupades (59 homes i 48 dones) i 11 estaven aturades (5 homes i 6 dones). De les 59 persones inactives 26 estaven jubilades, 13 estaven estudiant i 20 estaven classificades com a «altres inactius».

### Ingressos
El 2009 a Sury-ès-Bois hi havia 138 unitats fiscals que integraven 273 persones, la mediana anual d'ingressos fiscals per persona era de 15.815 €.

### Activitats econòmiques
Dels 7 establiments que hi havia el 2007, 2 eren d'empreses de fabricació d'altres productes industrials, 3 d'empreses de construcció, 1 d'una empresa de comerç i reparació d'automòbils i 1 d'una empresa de serveis.
Dels 3 establiments de servei als particulars que hi havia el 2009, 1 era un guixaire pintor, 1 lampisteria i 1 electricista.
L'únic establiment comercial que hi havia el 2009 era una carnisseria.
L'any 2000 a Sury-ès-Bois hi havia 30 explotacions agrícoles que ocupaven un total de 2.568 hectàrees.

## Poblacions més properes
El següent diagrama mostra les poblacions més properes.